# Quettreville-sur-Sienne

Quettreville-sur-Sienne este o comună în departamentul Manche, Franța. În 1 ianuarie 2018 avea o populație de 1.487 de locuitori.